# مدلپاد

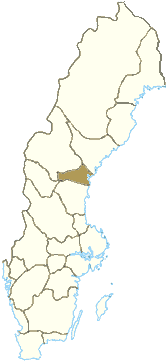
موقعیت مدلپاد در سوئد

مدلپاد (به سوئدی: Medelpad) یکی از استان‌های سوئد است که در شمال سوئد قرار دارد و با استان‌های انگرمانلاند، هریدالن، یمتلاند و خلیج بوتنی هم مرز است. تصور غلط رایجی وجود دارد که بر این باور است که نام این استان به معنی استان میانه‌است چون در میانه سوئد قرار گرفته‌است اما واقعیت دلیل این نام‌گذاری این است که این استان بین دو رودخانه بزرگ کشور سوئد واقع شده‌است. مدلپاد ۲۰۰ تا ۳۰۰ متر از سطح دریا ارتفاع دارد.  بلندترین قله در این استان ۵۷۷ متر ارتفاع دارد. ۵۰۰ کیلومتر مربع از مساحت را دریاچه‌ها و رودخانه‌ها تشکیل داده‌اند.